# マット・ダスク
マシュー・アーロン・ダスク（Matthew-Aaron Dusk、1978年11月19日 - ）は、カナダ・オンタリオ州トロント生まれの、ジャズミュージシャン。2007年10月3日、メジャーデビュー第2弾アルバム、『バック・イン・タウン』で日本デビュー。

## 来歴
小さい頃から、彼は歌手になることを望んでいて、7歳の時、トロントにあるSt. Michael's Choir Schoolに入学し、11年間通い続けた。当初は、オペラやクラシック音楽を演奏していたが、17歳の時、トニー・ベネット、サラ・ヴォーンの曲を聴いて以来、彼は音楽のスタイルを変えてしまう。そして、1998年、彼はCanadian National Exhibition Rising Star Competitionで、655人の中でトップに立ったのだった。しかし、彼は家業を引き継ぐことになっており、その年、トロントにあるヨーク大学に入学、経済学を専攻することになる。しかし、音楽に対する熱意を忘れられなかった彼は、1999年、方針を変更しBFAで音楽、特に、ジャズやポピュラー音楽を学ぶことにし、そこで、彼はオスカー・ピーターソンの指導を受けたのだった。また、彼は奨学金を得て、2002年、BFAを卒業した。在学中に、彼は4枚のCDを作成している。
2004年11月、デビューアルバム、『トゥー・ショット(Two Shots)』をデッカ・レコードから発売する。その後も、ホリディ・アルバムとなった『ピース・オン・アース(Peace On Earth)』を2005年6月にリリースする。
2006年、『バック・イン・タウン(Back In Town)』がキャピトル・レコードから発売される。当初、プロモーションとして、発売前に予約されたアルバムには、本人のサイン入りのライナーノートが封入されていた。
2007年、『バック・イン・タウン』は日本のポップミュージックラジオチャートで1位を獲得した。男性ジャズアーティストとしてのポップチャート1位到達は、日本史上初のことである。

## ディスコグラフィー
- The Way It Is (2001)
- Two Shots (2004)
- Peace on Earth (2005)
- Back in Town (2006)
- Good News (2009)
- Live from Las Vegas (2010)
- My Funny Valentine: The Chet Baker Songbook (2013)